# حقوق الإنسان في سوريا إبان حكم حزب البعث
حقوق الإنسان في سوريا البعثية كانت معدومة فعليا. ويعتبر سجل الحكومة في مجال حقوق الإنسان أحد الأسوأ في العالم. ونتيجة لذلك، تعرضت سوريا البعثية لإدانة عالمية من قبل المنظمات الدولية البارزة، بما في ذلك الأمم المتحدة، ومنظمة هيومن رايتس ووتش، ومنظمة العفو الدولية، والاتحاد الأوروبي. كانت الحريات المدنية والحقوق السياسية وحرية التعبير والتجمع مقيدة بشدة في ظل حكومة بشار الأسد البعثية الجديدة، والتي كانت تعتبر "واحدة من أكثر الأنظمة قمعًا في العالم". صنفت الطبعة الخمسون من تقرير الحرية في العالم، وهو التقرير السنوي الذي تنشره منظمة فريدوم هاوس منذ عام 1973، سوريا على أنها "الأسوأ على الإطلاق" ضمن الدول "غير الحرة". وقد أدرج التقرير سوريا كواحدة من الدولتين اللتين حصلتا على أقل درجة ممكنة (1/100).
أدى الانقلاب الذي قامت به اللجنة العسكرية لحزب البعث السوري عام 1963 إلى دفع البعثيين الجدد إلى السلطة، مما سمح لهم بإقامة دولة شمولية في سوريا. بعد فترة من الصراعات على السلطة داخل الحزب والتي بلغت ذروتها في انقلاب عام 1970، أصبح الجنرال حافظ الأسد رئيسًا لسوريا، وأسس دكتاتورية وراثية لعائلة الأسد. خلال العقود الستة من حكمها، حظرت أجهزة الأمن جميع المجموعات الاجتماعية والسياسية والاقتصادية المستقلة عن حزب البعث أو النظام ؛ مما ضمن احتكار الدولة الكامل لجميع أشكال المنظمات. كانت حالة الطوارئ سارية المفعول منذ عام 1963 حتى أبريل 2011، مما أعطى قوات الأمن سلطات واسعة النطاق للاعتقالات التعسفية واحتجاز المدنيين؛ بما في ذلك سجناء الرأي. من عام 1973 إلى عام 2012، كانت سوريا دولة الحزب الواحد. وفي حين أكد الدستور السوري لعام 2012 اسمياً على تشكيل الأحزاب السياسية، فإن عملية التسجيل في الممارسة العملية كانت صعبة وخاضعة لتدقيق دقيق من قبل النظام. تم تثبيط الأنشطة السياسية المستقلة عن حزب البعث في المناطق التي يسيطر عليها النظام وتمت مراقبتها بشكل صارم من قبل المخابرات.
ولم تكن هناك سلطة قضائية مستقلة،إذ كان لزاماً على جميع القضاة والمدعين العامين أن يكونوا أعضاء معتمدين في حزب البعث. وكانت القوات العسكرية البعثية تتمتع بسلطة اعتقال المدنيين تعسفياً ومحاكمتهم. واتُّهمت السلطات بمضايقة وسجن نشطاء حقوق الإنسان وغيرهم من منتقدي الحكومة. وكانت حرية التعبير وتكوين الجمعيات والتجمع خاضعة لرقابة صارمة، وكانت الأقليات العرقية تواجه التمييز.  على مدار عقود من حكم عائلة الأسد بين عامي 1970 و2011؛ تعرض أكثر من 70 ألف سوري للاختفاء القسري، وأُعدم أكثر من 40 ألف شخص من خلال عمليات قتل خارج نطاق القضاء، ونزح مئات الآلاف من المدنيين من خلال عمليات الترحيل.
بعد فترة أولية من التحرير الاقتصادي التي فشلت في تحسين حقوق الإنسان في أوائل العقد الأول من القرن الحادي والعشرين، شن بشار الأسد سلسلة من الحملات القمعية التي سجنت العديد من المثقفين والناشطين الثقافيين؛ وبالتالي أنهى ربيع دمشق. في بداية الربيع العربي في عام 2011، ظل وضع حقوق الإنسان في البلاد من بين الأسوأ في العالم؛ حيث اتسم بالاعتقالات التعسفية والمراقبة الجماعية من قبل الشرطة السرية المروعة والقمع المنهجي للأقليات العرقية، مثل الأكراد. كانت الحكومة مذنبة بارتكاب جرائم ضد الإنسانية استنادًا إلى روايات شهود عيان عن وفيات أثناء الاحتجاز بما في ذلك عمليات الإعدام خارج نطاق القضاء، التعذيب، الاغتصاب، الاعتقالات التعسفية، التطهير العرقي، الإبادات الجماعية، المذابح، الإرهاب الحكومي والاختفاء القسري  أثناء حملة القمع ضد الثورة السورية عام 2011 والحرب الأهلية التي تلت ذلك. كما نفذت الحكومة أيضًا العديد من الهجمات الكيميائية ضد المدنيين في البلاد.

## تاريخ حقوق الانسان
أطاح الانقلاب الذي قامت به اللجنة العسكرية لحزب البعث السوري عام 1963 بالجمهورية السورية الثانية برئاسة الرئيس ناظم القدسي، مما أدى إلى بدء حكم البعث الذي استمر لعقود من الزمن. نفذ النظام الجديد سياسات الهندسة الاجتماعية مثل مصادرة الممتلكات على نطاق واسع، وإعادة توزيع الأراضي والثروات بتوجيه من الدولة، والرقابة الشاملة، والقضاء على مراكز النشر المستقلة، وتأميم البنوك ونظام التعليم والصناعات. إعلنت حالة الطوارئ مما أدى إلى إلغاء جميع الأحزاب السياسية الأخرى ومنحت سلطات واسعة النطاق للجيش، الذي حكم البلاد فعليًا كدولة بوليسية. وتم تنفيذ عمليات التطهير في جميع أنحاء المجتمع المدني والبيروقراطية؛ وكان الجيش مليئًا بالموالين للحزب. كان البعثيون السوريون متأثرين إلى حد كبير بحزب أكرم الحوراني الاشتراكي العربي الذي كان يعتنق الماركسية.
في مارس 1964، مُنع اليهود من السفر لمسافة تزيد عن 5 كيلومتر (3 ميل) من مدنهم الأصلية. لم يُسمح لليهود بالعمل لدى الحكومة أو البنوك، ولم يتمكنوا من الحصول على رخص القيادة، وكانوا ممنوعين من شراء العقارات. ورغم أن اليهود كانوا ممنوعين من مغادرة البلاد، فإنه كان يُسمح لهم في بعض الأحيان بالسفر إلى الخارج لأسباب تجارية أو طبية. كان على أي يهودي يُمنح الإذن بمغادرة البلاد أن يترك وراءه كفالة تتراوح بين 300 إلى 1000 دولار، بالإضافة إلى أفراد عائلته لاستخدامهم كرهائن لضمان عودتهم. وشق طريق المطار فوق المقبرة اليهودية في دمشق، وأغلقت المدارس اليهودية وسلمت للمسلمين. كان الحي اليهودي في دمشق تحت المراقبة المستمرة من قبل الشرطة السرية، الذين كانوا حاضرين في خدمات الكنيس، وحفلات الزفاف، وحفلات بار ميتسفا، وغيرها من التجمعات اليهودية. راقبت الشرطة السرية عن كثب الاتصالات بين اليهود السوريين والأجانب، واحتفظت بملف عن كل عضو في المجتمع اليهودي. كما تم التنصت على هواتف اليهود وقراءة بريدهم من قبل الشرطة السرية. بعد انتصار إسرائيل في حرب الأيام الستة عام 1967، شددت القيود بشكل أكبر، ومن المحتمل أن يكون 57 يهوديًا في القامشلي قد قُتلوا في مذبحة. وظلت مجتمعات دمشق وحلب والقامشلي تحت الإقامة الجبرية لمدة ثمانية أشهر بعد الحرب. لقد سرح العديد من العمال اليهود بعد حرب الأيام الستة.
بعد تطهير الفصائل البعثية المنافسة من خلال انقلاب عام 1970، فرض الجنرال حافظ الأسد هيمنته الكاملة على حزب البعث وأسس دكتاتورية تتمحور حول عبادة شخصيته. كان هيكل دولة الأسد البوليسية يدور حول منظمة حزب البعث، والمؤسسة العسكرية السورية المليئة بالنخب البعثية والموالين العلويين لعائلة الأسد. حكم حافظ سوريا لمدة ثلاثة عقود، واستخدم تدابير قمعية تتراوح من الرقابة إلى أساليب العنف من الإرهاب الحكومي مثل القتل الجماعي والترحيل وممارسات مثل التعذيب، والتي تم إطلاقها بشكل جماعي على السكان المدنيين. كان القائد الأعلى لقوات الأمن الخاصة ألويس برونر، الذي لعب دورًا مهمًا في تنفيذ الهولوكوست باعتباره اليد اليمنى لأدولف آيخمان، يساعد الأسد في تنظيم الشرطة السرية البعثية ودربهم على ممارسات التعذيب في ألمانيا النازية. ظلت هذه الممارسات مستخدمة حتى عام 2021.

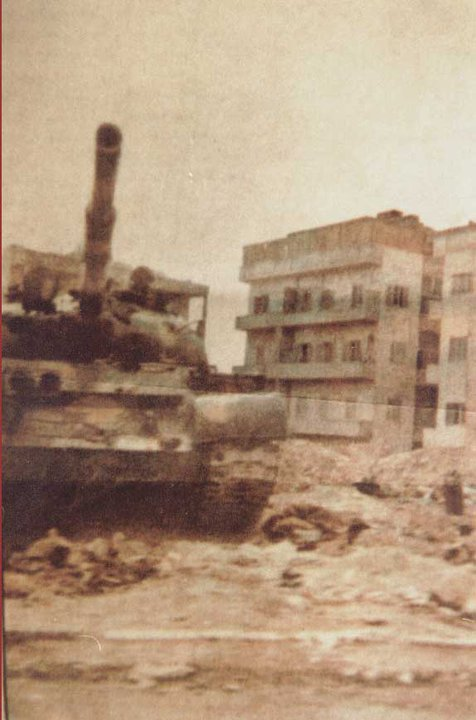
دبابة تابعة للجيش السوري البعثي تمر فوق أنقاض ضواحي المدينة بعد وقت قصير من مذبحة حماة عام 1982، والتي أسفرت عن مقتل ما يقدر بنحو 40 ألف مدني.

في عام 1982، رد حافظ الأسد على التمرد الذي قادته جماعة الإخوان المسلمين في مدينة حماة بإرسال قوات شبه عسكرية قتلت دون تمييز ما بين 40 ألفًا و55 ألف مدني بما في ذلك الأطفال والنساء وكبار السن خلال مذبحة حماة. لقد استهدفت أعمال العنف التي ارتكبتها الدولة في عهد الأسد النساء على نطاق واسع، مما جعلهن عرضة للتمييز والعنف القائم على النوع الاجتماعي. بين عامي 1980 و2000، تعرض أكثر من 17 ألف مدني سوري للاختفاء القسري على يد النظام البعثي. خلال الاحتلال البعثي للبنان، اختفى عدد كبير من المدنيين اللبنانيين والفلسطينيين والعرب الآخرين. وقد وردت تقارير تفيد باستخدام أكثر من 35 أسلوب تعذيب في السجون السورية ومراكز الاحتجاز العسكرية خلال هذه الفترة. كشف تقرير نشرته منظمة العفو الدولية عام 1983 أن نظام الأسد ارتكب بشكل روتيني عمليات إعدام جماعية للمعارضين المزعومين وشارك في التعذيب على نطاق واسع لسجناء الرأي. وتشمل أساليب التعذيب المختلفة في السجون السورية الصعق الكهربائي، والحرق، والعنف الجنسي، والإخصاء، وما إلى ذلك.
في عام 2000، ورث بشار الأسد النظام الاستبدادي في سوريا البعثية بعد وفاة والده. وكان نظامه يتسم بالعنف والقمع المنهجي أكثر من نظام حافظ الأسد. وقد عُزي هذا على نطاق واسع إلى قلة خبرة بشار في الشؤون الأمنية والسياسية، بالإضافة إلى مخاوفه الشخصية بشأن بقاء نظام عائلته. أدرج تقرير منظمة فريدوم هاوس لعام 2006 سوريا ضمن أسوأ الدول في تقييد الحريات المدنية والسياسية؛ حيث منحها أدنى الدرجات الممكنة في كلا المقياسين. في عام 2023، صنفت منظمة فريدوم هاوس إمكانية حصول الأشخاص على الحقوق السياسية في سوريا على أنها الأدنى في تقريرها السنوي عن الحرية في العالم الذي شمل 210 دولة. احتلت سوريا المرتبة "-3" في الحقوق السياسية - أقل من مقياسها من 1 إلى 7،إلى جانب جنوب السودان والصحراء الغربية - وحصلت سوريا على تصنيف "غير حرة". منذ عام 2022، احتلت سوريا أدنى مرتبة في التقرير.
وبحسب تقرير وزارة الخارجية الأميركية حول حقوق الإنسان في العام 2008، فإن "احترام الحكومة السورية لحقوق الإنسان تدهور". وقد قام أفراد من قوات الأمن باعتقال واحتجاز الأفراد دون تقديم سبب عادل، وكثيراً ما احتجزوا السجناء في "احتجاز طويل الأمد قبل المحاكمة وبمعزل عن العالم الخارجي"، و"عذبوا وأساءوا جسدياً إلى السجناء والمحتجزين". فرضت الحكومة قيودًا كبيرة على حرية التعبير والصحافة والتجمع وتكوين الجمعيات، وسط جو من الفساد الحكومي. وبحسب شبكة الصحافة العربية،"على الرغم من المناخ السياسي القمعي بشكل عام"، كانت هناك "علامات على التغيير الإيجابي" خلال انتخابات عام 2007. وفقًا لتقرير صادر عن منظمة مراسلون بلا حدود في عام 2008،"يضطر الصحفيون إلى فرض رقابة صارمة على أنفسهم خوفًا من إلقائهم في سجن عدرا ".
في عام 2009، تم إدراج سوريا في قسم "أسوأ الأسوأ" التابع لمنظمة فريدوم هاوس، وحصلت على تصنيف 7 للحقوق السياسية: و6 للحريات المدنية. ووفقًا لمنظمة هيومن رايتس ووتش، اعتبارًا من عام 2009، تدهور وضع حقوق الإنسان السيئ في سوريا بشكل أكبر. اعتقلت السلطات الناشطين السياسيين ونشطاء حقوق الإنسان، وفرضت الرقابة على المواقع الإلكترونية، واحتجزت المدونين، وفرضت حظر السفر. وتواصل أجهزة الأمن المتعددة في سوريا احتجاز الأشخاص دون أوامر اعتقال. لم يتم ترخيص أي أحزاب سياسية وظل قانون الطوارئ، الذي فرض في عام 1963، ساريًا. تشمل تقنيات التعذيب المختلفة المستخدمة في مراكز الاحتجاز والسجون السورية الضرب الروتيني والاغتصاب والعنف الجنسي و"بساط الريح" وما إلى ذلك.
قبل اندلاع الثورة السورية عام 2011، كان وضع حقوق الإنسان في سوريا البعثية يعد من بين الأسوأ في العالم. اعتقلت الأجهزة العسكرية البعثية عددًا كبيرًا من المدنيين بشكل تعسفي، وعذبت المعارضين، واضطهدت الأكراد السوريين بعنف. وواصلت الشرطة السورية اعتقال الصحفيين، واستهداف نشطاء حقوق الإنسان، ورقابة المواقع الإلكترونية، وحظر وسائل الإعلام، واعتقال المدونين، وفرض حظر السفر. وانتشرت حالات الاعتقال التعسفي والتعذيب والاختفاء القسري على نطاق واسع. تم اعتقال المعارضين والناشطين السياسيين الأكراد وسجنهم بشكل منتظم. تم حظر التعبير عن الهوية الكردية، وتعرض الأكراد للتمييز المنهجي وعوملوا باعتبارهم "مواطنين من الدرجة الثانية" في سوريا البعثية.
لقد كان حجم العنف الوحشي والإرهاب الذي مارسته الدولة والذي أطلقه نظام الأسد وداعموه الأجانب في مختلف أنحاء البلاد بعد اندلاع الثورة السورية عام 2011 غير مسبوق، متجاوزاً إلى حد كبير تصرفات الحكام المستبدين العرب الآخرين الذين قمعوا الربيع العربي. لقد تجاوزت حتى العنف الوحشي الذي أطلقه حافظ الأسد خلال مجزرة حماة. ومن خلال اتباع سياسة الأرض المحروقة لسحق المقاومة المسلحة، دمر بشار أغلبية البنية التحتية المدنية والثقافية والاقتصادية في سوريا. وعلى النقيض من والده، قتل بشار عددًا أكبر بكثير من المدنيين السوريين، كما فقد قدرًا كبيرًا من استقلاله السياسي لصالح جهات أجنبية مثل روسيا وإيران. بحلول عام 2023، لا يزال أكثر من ثلث الأراضي السورية خارج سيطرة النظام البعثي.
في أبريل 2017، نفذت البحرية الأمريكية هجومًا صاروخيًا على قاعدة جوية سورية  والتي كانت تُستخدم لشن هجوم بالأسلحة الكيميائية على المدنيين السوريين. يُعرف هذا الهجوم أيضًا باسم هجوم صاروخي الشعيرات 2017. وفي عام 2018، نفذت قوات التحالف التي تضم الولايات المتحدة وفرنسا والمملكة المتحدة أيضًا سلسلة من الضربات العسكرية في سوريا.

## العملية القضائية
كان لسوريا البعثية تاريخ طويل من الاعتقالات التعسفية والمحاكمات غير العادلة واحتجاز المشتبه بهم لفترات طويلة. ولا يزال آلاف السجناء السياسيين قيد الاحتجاز، وينتمي العديد منهم إلى جماعة الإخوان المسلمين المحظورة والحزب الشيوعي. منذ يونيو/حزيران 2000، أطلق الأسد الابن سراح أكثر من 700 سجين سياسي من ذوي الأحكام الطويلة الأمد، على الرغم من أن هناك ما يقدر بنحو 4000 سجين ما زالوا في السجن. ولا تكشف السلطات عن أي معلومات بشأن المعتقلين بتهم سياسية أو أمنية. ولم تعترف الحكومة بمسؤوليتها عن نحو 17 ألف مواطن لبناني وفلسطيني "اختفوا" في لبنان في ثمانينيات وأوائل تسعينيات القرن العشرين، ويُعتقد أنهم مسجونون في سوريا. في عام 2009، تم اعتقال مئات الأشخاص وسجنهم لأسباب سياسية. وقيل إن الشرطة العسكرية قتلت ما لا يقل عن 17 معتقلاً. ويتعرض نشطاء حقوق الإنسان للاستهداف والسجن بشكل مستمر من قبل الحكومة.  
طالبت هولندا، في 18 سبتمبر/أيلول 2020، بمحاسبة الرئيس السوري بشار الأسد على جرائم الحرب والجرائم ضد الإنسانية التي ارتكبها خلال الحرب الأهلية. وأرسل المسؤولون الهولنديون إشعارًا إلى النظام السوري بشأن الإجراءات القانونية التي يجب اتخاذها، كما قدموا قضية إلى محكمة العدل الدولية بشأن فشل الحكومة السورية في التفاوض في إطار الأمم المتحدة.

## سجناء الرأي

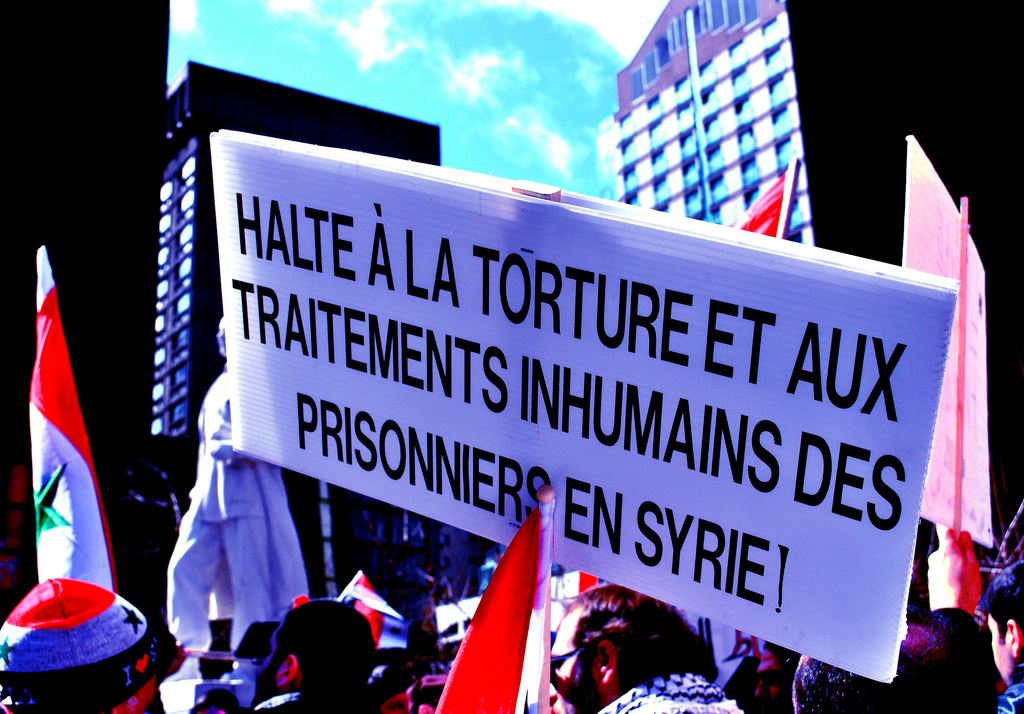
مظاهرة في مونتريال تضامنا مع الشعب السوري. تقول اللافتة: "أوقفوا التعذيب والمعاملة اللاإنسانية للسجناء في سوريا!"

ومن بين عشرات سجناء الرأي الذين تم اعتقالهم في عام 2009، ومئات السجناء السياسيين الموجودين بالفعل في السجن، كان من بين السجناء البارزين:
- كمال اللبواني، سجين رأي حكم عليه بالسجن لمدة 12 عامًا لمدة ثلاث سنوات إضافية بتهمة "بث أنباء كاذبة أو مبالغ فيها من شأنها أن تؤثر على الروح المعنوية للبلاد"، وذلك بسبب تصريحات زُعم أنه أدلى بها في زنزانته في السجن.[3]
- نبيل خليوي، وهو إسلامي مزعوم من دير الزور، والذي ظل مع ما لا يقل عن 10 إسلاميين آخرين، يفترض أن معظمهم من دير الزور، رهن الاحتجاز بمعزل عن العالم الخارجي دون تهمة أو محاكمة في نهاية عام 2009.[3]
- مشعل تمو، المتحدث باسم جماعة التيار المستقبلي الكردستاني غير المرخصة، والذي احتجز بمعزل عن العالم الخارجي لمدة 12 يوماً ووجهت إليه تهمة "السعي إلى إثارة حرب أهلية أو قتال طائفي" و"التآمر" وثلاث تهم أخرى توجه عادة إلى الناشطين الأكراد، وهي التهم التي قد تؤدي إلى عقوبة الإعدام.[بحاجة لمصدر]
- ويستمر اثنا عشر من قيادات تجمع المعارضة البارز،إعلان دمشق، في قضاء أحكام بالسجن تصل مدتها إلى 30 شهراً. ومن بين المعتقلين رياض سيف (62 عاماً)، وهو عضو سابق في البرلمان يعاني من سوء الحالة الصحية.[2]
- حكم على حبيب صالح بالسجن لمدة ثلاث سنوات بتهمة "نشر معلومات كاذبة" و"إضعاف الشعور القومي" من خلال كتابة مقالات تنتقد الحكومة وتدافع عن شخصية المعارضة رياض الترك.[2]

- ومن بين السجناء المفرج عنهم عارف دليلة. كان قد قضى سبع سنوات من أصل عشر سنوات من عقوبته بالسجن، معظمها في الحبس الانفرادي وفي حالة صحية متدهورة بشكل متزايد، بسبب تورطه في ما يسمى " ربيع دمشق " قبل إطلاق سراحه بعفو رئاسي.[3]
- في يونيو/حزيران 2010، أُدين مهند الحسني، رئيس المنظمة السورية لحقوق الإنسان (سواسية) والفائز بجائزة مارتن إينالز للمدافعين عن حقوق الإنسان لعام 2010، بتهمة "إضعاف الروح المعنوية الوطنية" و"نقل أنباء كاذبة داخل سوريا من شأنها أن تضعف الروح المعنوية للأمة". وحُكم عليه بالسجن لمدة ثلاث سنوات.[41]

يضم سجن صيدنايا وحده أكثر من 600 سجين سياسي. وقد احتجزت السلطات العديد منهم لسنوات خلف القضبان، وكثيراً ما تجاوزوا مدة عقوبتهم القانونية بكثير. وتشير التقديرات إلى أن 17 ألف سجين اختفوا على مر السنين، مما يشير إلى أن سوريا ربما تكون قد خبأت مقابر جماعية.
وفي تقرير صدر عام 2006، أشارت منظمة هيومن رايتس ووتش إلى استمرار احتجاز "الآلاف" من السجناء السياسيين في سوريا،"العديد منهم أعضاء في جماعة الإخوان المسلمين المحظورة والحزب الشيوعي". ووفقاً للجنة السورية لحقوق الإنسان، كان هناك 4000 سجين سياسي محتجزين في السجون السورية في عام 2006.

## التعذيب
وفي أغسطس/آب 2016، أصدرت منظمة العفو الدولية تقريراً يتناول قضية التعذيب وسوء المعاملة في سجون الحكومة السورية والتي ترقى إلى مستوى الجرائم ضد الإنسانية. منذ بدء الأزمة في مارس/آذار 2011، قدرت المنظمة الدولية أن 17723 شخصاً لقوا حتفهم أثناء الاحتجاز في سوريا ــ بمعدل يزيد على 300 حالة وفاة كل شهر. وذكر التقرير أن القوات الحكومية لجأت إلى التعذيب لتخويف المعارضين. لكنهم اليوم يستخدمونها كجزء من هجوم منهجي ضد أعضاء المعارضة. وبحسب شهادات بعض الناجين، فإن المعتقلين تعرضوا لشتى أنواع التعذيب بهدف نزع صفة الإنسانية عنهم، وفي كثير من الحالات قتلهم. وقالت منظمة العفو الدولية إن المسؤولين عن هذه الفظائع يجب أن يقدموا إلى العدالة.
وفي سجن صيدنايا وحده، أُعدم ما يصل إلى 13 ألف معتقل خارج نطاق القضاء سراً بين عامي 2011 و2015، معظمهم من خلال عمليات شنق جماعية. وكان هذا جزءًا من مساعي الأسد للقضاء على كل المعارضة لحكمه.  في 6 يوليو/تموز 2020، عثرت عائلات المعتقلين في سجون الحكومة السورية على صور أقاربهم القتلى في الرسوم البيانية الإعلامية لمصور الشرطة الجنائية الذي تحول إلى مُبلغ عن المخالفات، الملقب بـ "قيصر". وتعد هذه الصور من بين عشرات الآلاف من صور ضحايا التعذيب التي تم تهريبها خارج سوريا في عام 2013. كما تم الكشف عن وجود العديد من المواطنين الأوروبيين من بين ضحايا التعذيب.

تم الكشف عن حقائق مروعة عن التعذيب والاغتصاب والمذابح والإبادة من خلال تقرير قيصر لعام 2014، والذي وثق أدلة فوتوغرافية لفظائع واسعة النطاق تحدث في السجون العسكرية السورية. وقد وثق التقرير ما مجموعه 55 ألف صورة رقمية لجثث بشرية معذبة أو مقطعة الأوصال لنحو 11 ألف معتقل.  وفي وصفه لبعض تقنيات التعذيب التي تستخدم ضد السوريين المعتقلين في السجون العسكرية، يقول المنشق العسكري قيصر:
"كان من الواضح جدًا أنهم تعرضوا للتعذيب، وليس التعذيب ليوم أو يومين، بل لشهور طويلة. كانت أجسادهم هزيلة، مجرد هياكل عظمية. كان هناك أشخاص، معظمهم تم اقتلاع أعينهم. كان هناك صعق كهربائي، يمكنك معرفة ذلك من البقع الداكنة على أجسادهم التي استخدمت هناك. كان هناك استخدام للسكاكين وأيضًا الكابلات الكبيرة والأحزمة التي استخدمت لضربهم. وهكذا، كان بوسعنا أن نرى كل أنواع التعذيب على أجساد هؤلاء الأفراد."كل أنواع التعذيب"، لكن فساد العيون المفقوءة يترك للخيال كيف تم حساب التشويه لإكراه المعلومات. بحلول عام 2013، فاضت الجثث في المشرحة وانسكبت عبر مرآب للسيارات في مستشفى عسكري." 
في عام 2023، رفعت كندا وهولندا دعوى قضائية مشتركة ضد نظام الأسد في محكمة العدل الدولية ؛ متهمة الأسد بإصدار أوامر بالتعذيب والاغتصاب وغير ذلك من التكتيكات المهينة لمئات الآلاف من المعتقلين في شبكات السجون السورية، بما في ذلك النساء والأطفال. وقد نددت العريضة المشتركة بالنظام البعثي لإلحاق "ألم ومعاناة جسدية ونفسية لا يمكن تصورها" كاستراتيجية متعمدة لمعاقبة الشعب السوري جماعياً.   وفي بيان منفصل، اتهمت وزارة الخارجية الهولندية بشار الأسد بارتكاب انتهاكات خطيرة لحقوق الإنسان وجرائم حرب وتكتيكات غير إنسانية ضد الشعب السوري "على نطاق واسع". وجاءت الإجراءات المشتركة بعد استخدام روسيا لحق النقض مراراً وتكراراً في مجلس الأمن التابع للأمم المتحدة، مما أدى إلى عرقلة الجهود الرامية إلى محاكمة بشار الأسد بتهمة ارتكاب جرائم حرب في المحكمة الجنائية الدولية.

## حرية الدين
ينص الدستور على حرية الدين. ومع ذلك، فإن الحكومة تقيد هذا الحق. على الرغم من عدم وجود دين رسمي للدولة، فإن الدستور يشترط أن يكون الرئيس مسلمًا وينص على أن الفقه الإسلامي، وهو توسع للشريعة الإسلامية، هو المصدر الرئيسي للتشريع. وبحسب "تقرير الحريات الدينية الدولي لعام 2007" الصادر عن وزارة الخارجية الأميركية، فإن الدستور ينص على حرية العقيدة والممارسة الدينية، بشرط ألا تؤدي الشعائر الدينية إلى الإخلال بالنظام العام. وذكر التقرير أن الحكومة السورية راقبت أنشطة جميع المجموعات، بما في ذلك المجموعات الدينية، وشجعت التبشير، الذي اعتبرته تهديداً للعلاقات بين المجموعات الدينية. وذكر التقرير أن الحكومة تمارس التمييز ضد شهود يهوه وأن هناك تقارير عرضية عن توترات طفيفة بين الجماعات الدينية، بعضها يعزى إلى التنافسات الاقتصادية وليس الانتماء الديني. هناك بعض القلق بين الأقليات الدينية من أن الإصلاحات الديمقراطية سوف تؤدي إلى قمع الأقليات الدينية من قبل الحركات الإسلامية التي تتعرض الآن للقمع.

الأخوات زيباك: أربع فتيات يهوديات سوريات (ثلاث شقيقات وابنة عمهن) تعرضن للاغتصاب والقتل والتشويه أثناء محاولتهن الفرار إلى إسرائيل في عام 1974

في 14 أبريل 1974، تعرضت أربع فتيات يهوديات للاغتصاب والقتل والتمثيل بجثثهن بعد محاولتهن الفرار إلى إسرائيل. وقد عثرت شرطة الحدود على جثثهن في كهف في جبال الزبداني شمال غرب دمشق إلى جانب رفات صبيين يهوديين، ناتان شعيا، 18 عامًا، وقاسم عبادي، 20 عامًا، ضحايا مذبحة سابقة. وقد وضعت السلطات السورية جثث الستة في أكياس أمام منازل والديهم في الحي اليهودي بدمشق.
وتعرض السنة السوريون لتمييز شديد ووحشي من قبل جهاز البعث الذي يهيمن عليه العلويون ؛ حيث ربطتهم النخب في النظام بالمعارضة السورية. ونتيجة لذلك، عانى المجتمع السُنّي في سوريا من الغالبية العظمى من الوحشية وجرائم الحرب التي ارتكبها النظام البعثي خلال الحرب الأهلية السورية.

## حقوق المرأة
مارس النظام السوري التمييز ضد المرأة من خلال الإجراءات الإدارية التي عملت على إسكات أصواتها ومن خلال استخدام العنف السياسي بشكل غير متناسب ضد المرأة. لقد كان العنف الجنسي منذ فترة طويلة استراتيجية للنظام لفرض امتثال السكان. خلال الحرب الأهلية السورية، تم استغلال عمليات الاغتصاب الجماعي كتكتيك حرب واسع النطاق من قبل نظام الأسد والقوات البعثية المسلحة في جميع أنحاء سوريا. وقد وُصف العنف الجنسي ضد المرأة على أساس سياسي وطائفي بأنه ركيزة أساسية في الاستراتيجية العسكرية للنظام. وتنفذ ميليشيات الشبيحة المعادية للسنة وفرق الموت الموالية للأسد هذه السياسة على أساس طائفي، ضد النساء والفتيات السُنّيات. ويتم اعتقال العديد من النساء المشتبه بتعاطفهن مع المعارضة على أيدي الميليشيات شبه العسكرية البعثية، ويتعرضن للاعتداء الجنسي في مراكز الاحتجاز الحكومية والسجون العسكرية. وتتعرض النساء الريفيات والفقيرات بشكل غير متناسب للاغتصاب والاعتداء والضرب والتعذيب في السجون العسكرية. يتم اختطاف العديد من النساء على يد أجهزة المخابرات المروعة واغتصابهن في مكاتب الشرطة السرية. وبحسب العديد من الناجين، فإنهم لا يستطيعون العودة إلى مجتمعهم دون تحقيق العدالة ضد الجناة.

## معاملة المثليين
تحظر المادة 520 من قانون العقوبات لعام 1949 إقامة العلاقات الجنسية المثلية، أي "العلاقات الجسدية المخالفة لنظام الطبيعة"، وتنص على عقوبة بالسجن تصل إلى ثلاث سنوات.
وفي عام 2010، بدأت الشرطة السورية حملة قمع أدت إلى اعتقال أكثر من 25 رجلاً. وجهت إلى الرجال تهم ارتكاب جرائم مختلفة تتراوح من الأفعال المثلية الجنسية وتعاطي المخدرات غير المشروعة،إلى تشجيع السلوك المثلي وتنظيم حفلات فاحشة.

## حرية الحركة
لا يستطيع السوريون مغادرة البلاد دون الحصول على "تأشيرة خروج" تمنحها السلطات. تنص المادة 13 من الإعلان العالمي لحقوق الإنسان على حق الإنسان في حرية التنقل على هذا النحو "(1) لكل فرد الحق في حرية التنقل والإقامة داخل حدود كل دولة. (2) لكل فرد الحق في مغادرة أي بلد، بما في ذلك بلده، والعودة إلى بلده".[3] يُقال إن الحظر قد زاد بشكل كبير منذ عام 2006، على الرغم من صعوبة الحصول على إحصاءات دقيقة حيث أن أجهزة الأمن السرية هي التي تصدر الحظر عادةً. يسمح الدستور السوري، في المادة 38 (3)، بحرية التنقل "داخل أراضي الدولة ما لم يتم تقييدها بقرار قضائي أو تنفيذ قوانين الصحة والسلامة العامة".
بعد فوزه في الانتخابات الرئاسية عام 2007 في سوريا بنسبة 99.82% من الأصوات المعلنة، نفذ بشار الأسد العديد من التدابير التي أدت إلى تكثيف القمع السياسي والثقافي في سوريا. وسعت حكومة الأسد نطاق حظر السفر ضد عدد كبير من المعارضين والمثقفين والمؤلفين والفنانين المقيمين في سوريا، مما منعهم وأسرهم من السفر إلى الخارج. في عام 2010، وصفت صحيفة الإيكونوميست الحكومة السورية بأنها "الأسوأ بين الدول العربية"، لأنها انخرطت في فرض حظر السفر وتقييد حرية حركة الأشخاص. في عام 2010، تم تقييد سفر أكثر من 400 شخص في سوريا بموجب حظر السفر الذي فرضه نظام الأسد  خلال هذه الفترة، اعتقلت حكومة الأسد عددًا كبيرًا من الصحفيين وأغلقت مراكز الصحافة المستقلة، بالإضافة إلى تشديد الرقابة على الإنترنت.
من عام 2011 إلى عام 2015، وهي السنوات الأربع الأخيرة من الحرب السورية، كانت حرية التنقل مقيدة على نطاق واسع في مناطق معينة وعلى أفراد معينين.[بحاجة لمصدر] تختلف القيود من منطقة إلى أخرى، ويرجع ذلك جزئيًا إلى القتال المستمر في مناطق معينة.[بحاجة لمصدر] في المناطق التي يسيطر عليها المتمردون، هناك قيود صارمة على حركة مؤيدي الحكومة (أو الأشخاص الذين يُعتقد أنهم مؤيدون للحكومة).[بحاجة لمصدر] الدبلوماسيون الأجانب غير قادرين على زيارة أغلب أنحاء سوريا، وغالباً ما لا يُسمح لهم بالخروج من دمشق (العاصمة السورية).[بحاجة لمصدر]
وفي مناطق جنديرس في عفرين ورأس العين، فُرض حظر التجوال في عامي 2012 و2013، حيث فرضت الجماعات المتمردة حظر التجوال في الساعة الخامسة مساءً، وبعد ذلك لا يمكن رؤية أي شخص في الأماكن العامة. ثم في ديسمبر/كانون الأول 2014، أُعلن عن حظر سفر على الرجال السوريين الذين تتراوح أعمارهم بين 18 و42 عامًا (سن الخدمة العسكرية). ويفترض أن المذكرة تنص على أن جميع الذكور السوريين يجب أن يحصلوا على إذن خاص لمغادرة البلاد، يتم الحصول عليه من مسؤولي الجيش.
ومن الأمثلة على حظر السفر الفردي لؤي حسين، رئيس إحدى جماعات المعارضة في سوريا (حزب بناء الدولة السورية)، الذي لم يتمكن من حضور محادثات السلام في موسكو في أبريل/نيسان 2015 لأن الحكومة رفضت التخلص من حظر السفر مدى الحياة، ومع ذلك تمكن حسين في 26 أبريل/نيسان 2015 من التهرب من حظره والفرار إلى إسبانيا.[1] كما يواجه المدافعون السوريون عن حقوق الإنسان قيودًا على حركتهم بسبب احتجازهم تعسفيًا. فقد اعتُقل المدافعون عن حقوق الإنسان مازن درويش وهاني الزيتاني وحسين غرير في فبراير/شباط 2012 بتهمة "الترويج لأعمال إرهابية". وقد دعت الجمعية العامة للأمم المتحدة مرارًا وتكرارًا إلى إطلاق سراحهم.
واجهت جامعة الفرات في مدينة دير الزور قيودًا على الحركة من قبل داعش مؤخرًا. في يناير 2015، صدرت تعميمات إلى حواجز داعش في المنطقة للتدقيق في جميع طلاب الجامعة المارة. لتشجيع الطلاب على التخلي عن دراستهم والانضمام إلى صفوف داعش، قام المتمردون بتقييد الطلاب من السفر بين المناطق الحكومية والمناطق التي يسيطر عليها داعش، مما منع العديد من الطلاب من دخول أو الخروج من حرم الجامعة.
بالإضافة إلى ذلك، هناك قيود معينة مفروضة على حركة النساء، على سبيل المثال، يسمح القانون السوري الآن للذكور بفرض قيود على بعض الأقارب الإناث. يحق للنساء فوق سن 18 عامًا السفر خارج سوريا، ومع ذلك، يجوز لزوج المرأة تقديم طلب لمنع زوجته من مغادرة البلاد. منذ يوليو 2013، في بعض القرى في سوريا (وهي الموصل والرقة ودير الزور)، لم يعد داعش يسمح للنساء بالظهور في الأماكن العامة بمفردهن، ويجب أن يرافقهن قريب ذكر/وصي يُعرف باسم المحرم. سمحت نقاط التفتيش الأمنية في المناطق المدنية التي أقامتها الحكومة وداعش لهم بمراقبة هذه القيود. مع تورط الذكور في سوريا غالبًا في القتال، بغض النظر عن الجانب، فإن هذا يترك العديد من النساء السوريات في المنزل بمفردهن مع الأطفال، عالقات وغير قادرات على المغادرة لشراء الطعام والإمدادات. علاوة على ذلك، مُنعت النساء في تل أبيض ومدينة إدلب من القيادة من قبل داعش وجبهة النصرة.
وبدأت دول أخرى بإغلاق حدودها أمام اللاجئين السوريين. في 7 أكتوبر/تشرين الأول 2013، قامت تركيا ببناء جدار بارتفاع مترين على الحدود السورية في منطقة نصيبين حيث كانت هناك معارك متكررة مع المتمردين. وفي التاسع من مارس/آذار، أغلقت تركيا معبرين حدوديين آخرين مع سوريا، هما أونجو بينار وجيلفيغوزو، ردا على تصاعد العنف والمخاوف من مؤامرة إرهابية. حتى هذا التاريخ، استقبلت تركيا ما يقرب من مليوني لاجئ سوري. لا تزال شاحنات المساعدات مرحب بها لعبور الحدود، ولكنها مغلقة بشكل صارم أمام الأفراد.
واصل النظام البعثي ممارسة إصدار تأشيرات الخروج بمتطلبات صارمة. كما أغلق مطار دمشق بشكل متكرر بسبب العنف المتزايد. وكثيرا ما استُخدم حظر السفر ضد نشطاء حقوق الإنسان وشركائهم، وغالبًا ما لم يكن هؤلاء الأشخاص على علم بحظر سفرهم حتى يتم منعهم من مغادرة البلاد. وعادة لا يتم تقديم أي تفسيرات لهذه القيود على السفر. وغالبًا ما تمنع الحكومة أعضاء المعارضة وعائلاتهم من السفر إلى الخارج، ويتم استهدافهم إذا حاولوا ذلك، مما يتسبب في خوف عائلات المعارضة من محاولة مغادرة سوريا خوفًا من التعرض للهجوم في المطار أو معبر الحدود. وعلى الرغم من أن هذا الإجراء غير قانوني بموجب القانون الدولي، فمن المعروف أن المحاكم السورية ترفض التدخل في مسائل الأمن القومي.
تنص المادة 38(1) من دستور سوريا البعثي على أنه "لا يجوز إبعاد أي مواطن من البلاد أو منعه من العودة إليها". وهذا، إلى جانب المادة 13 من الإعلان العالمي لحقوق الإنسان، يخلق حقًا قانونيًا عامًا للسفر دوليًا. بالإضافة إلى منع المواطنين من مغادرة سوريا، كانت هناك أيضًا العديد من الحالات التي مُنع فيها مواطنون من العودة إلى سوريا، سواء غادروا بشكل غير قانوني أم لا. وقد تم اتخاذ خطوة إيجابية فيما يتعلق بهذا في 28 أبريل 2015، عندما أعلنت السلطات السورية أن المواطنين الذين فروا سابقًا من الحرب سيكونون قادرين على استعادة جوازات السفر دون مراجعة من قبل جهاز المخابرات، أو المرور عبر إدارة الهجرة وجوازات السفر. لقد فر هؤلاء المواطنون من البلاد بشكل غير قانوني ولم يأخذوا جوازات سفرهم أو فقدوها.
أفادت منظمة هيومن رايتس ووتش في أكتوبر/تشرين الأول 2021 أن اللاجئين الذين عادوا إلى سوريا باختيارهم عانوا من "انتهاكات خطيرة لحقوق الإنسان واضطهاد على أيدي الحكومة السورية والميليشيات التابعة لها، بما في ذلك التعذيب والقتل خارج نطاق القضاء والاختطاف ". 

## حرية التعبير والإعلام
وعلى الرغم من تزايد عدد وسائل الإعلام الإخبارية المحلية في العقد الأول من القرن الحادي والعشرين،إلا أن حزب البعث استمر في فرض سيطرته ورقابته الصارمة على الصحافة. وقد تم اعتقال الصحفيين والمدونين ومحاكمتهم. في عام 2009، صنفت لجنة حماية الصحفيين سوريا في المرتبة الثالثة في قائمة أسوأ عشر دول يمكن أن يكون فيها المدونون، نظراً للاعتقالات والمضايقات والقيود التي يواجهها الكتاب على الإنترنت في سوريا.
كانت الرقابة على الإنترنت في سوريا البعثية واسعة النطاق. حظرت الحكومة البعثية المواقع الإلكترونية لأسباب سياسية، واعتقلت الأشخاص الذين يزورونها.يجب على مقاهي الإنترنت تسجيل جميع التعليقات التي ينشرها المستخدمون في منتديات الدردشة. تم حجب مواقع مثل ويكيبيديا العربية ويوتيوب وفيسبوك من عام 2008 إلى عام 2011. وقد وجد أن التصفية والحظر منتشران في المجالات السياسية وأدوات الإنترنت، وانتقائيان في المجالات الاجتماعية والصراع/الأمنية من قبل مبادرة إنترنت مفتوح في أغسطس/آب 2009. أدرجت منظمة مراسلون بلا حدود سوريا على قائمة أعداء الإنترنت منذ عام 2006 عندما أنشئت القائمة.
وبالإضافة إلى تصفية مجموعة واسعة من محتويات الويب، راقبت الحكومة السورية البعثية استخدام الإنترنت عن كثب واحتجزت المواطنين "لأنهم عبروا عن آرائهم أو نشروا معلومات عبر الإنترنت". وتؤدي القوانين الغامضة والواسعة الصياغة إلى إساءة استخدام الحكومة، وقد دفعت مستخدمي الإنترنت إلى ممارسة الرقابة الذاتية لتجنب الأسباب الغامضة التي تلجأ إليها الدولة للاعتقال.
أغلقت الحكومة البعثية المركز السوري للإعلام وحرية التعبير في سبتمبر/أيلول 2009. وكان المركز هو المنظمة غير الحكومية الوحيدة في البلاد المتخصصة في قضايا الإعلام، والوصول إلى الإنترنت، ومراقبة وسائل الإعلام أثناء الحملات الانتخابية. وقد عمل المركز دون موافقة الحكومة، ورصد انتهاكات حقوق الصحفيين، وتبنى قضية حظر نشر العديد من الصحف والمجلات.
اعتقلت قوات الأمن السورية البعثية المتظاهرين واعتدت عليهم بالضرب في 15 يونيو 2020. انطلقت التظاهرة في 7 حزيران/يونيو 2020، أمام مركز المحافظة، احتجاجاً على فشل الحكومة في معالجة التدهور الاقتصادي وتدهور الأوضاع المعيشية والفساد. وناشدت هيومن رايتس ووتش السلطات السورية الإفراج عن المعتقلين المحتجين سلمياً. حتى الصحفيين الموالين للنظام الذين سُمح لهم بالعمل داخل البلاد تعرضوا للاعتقال من قبل قوات الأمن بسبب منشورات على وسائل التواصل الاجتماعي أو تهم غامضة مثل "الخروج عن الخط".

## المراقبة الجماعية
حكم النظام البعثي سوريا كدولة مراقبة شمولية وقام بمراقبة كل جانب من جوانب المجتمع السوري لعقود من الزمن. لقد نفذ قادة قوات الأمن الحكومية ــ التي تتألف من الجيش العربي السوري ، والشرطة السرية ، والميليشيات شبه العسكرية البعثية ــ الوظائف التنفيذية للدولة السورية بشكل مباشر مع أدنى قدر من الاهتمام بالإجراءات القانونية الواجبة وسيادة القانون . وقد قامت الأجهزة الأمنية بإغلاق منظمات المجتمع المدني، وتقييد حرية التنقل داخل البلاد، وحظر الأدبيات والرموز السياسية غير البعثية. في عهد البعث ، تكثفت عسكرة المجتمع السوري. وقد توسع عدد العاملين في الجيش السوري وأجهزة الاستخبارات المختلفة بشكل كبير من 65 ألفًا في عام 1965 إلى 530 ألفًا في عام 1991؛ وتجاوز 700 ألفًا في عام 2004.
كانت الشرطة السرية البعثية تتكون من أربعة أجنحة: مديرية المخابرات العامة ومديرية الأمن السياسي اللتين كانتا تحت إشراف وزارة الداخلية السورية، بالإضافة إلى مديرية المخابرات العسكرية ومديرية مخابرات القوات الجوية اللتين كانتا تحت إشراف وزارة الدفاع السورية. وكانت المديريات الأربع تخضع لسيطرة مكتب الأمن الوطني لحزب البعث العربي الاشتراكي بشكل مباشر، وكان رؤساء الفروع الأربعة يقدمون تقاريرهم مباشرة إلى رأس النظام، الذي كان أيضاً الأمين العام لحزب البعث. وكان نظام المراقبة الذي تتبعه المخابرات واسع الانتشار، ويقدر عدد الضباط العاملين بدوام كامل في فروعها المختلفة خلال العقد الأول من القرن الحادي والعشرين بأكثر من 65 ألف ضابط. بالإضافة إلى ذلك، كان هناك مئات الآلاف من الموظفين بدوام جزئي والمخبرين في مختلف أقسام الاستخبارات السورية. وبحسب التقديرات، كان هناك عضو واحد في فروع مختلفة من الشرطة السرية البعثية لكل 158 مواطناً، وهو ما قيل إنه أحد أكبر النسب في العالم.
وكان لأقسام المخابرات العامة والأمن السياسي والمخابرات العسكرية في الشرطة السرية البعثية عدة فروع في كافة المحافظات التي يسيطر عليها نظام الأسد، حيث كانت جميعها مقرها في دمشق. وبفضل الحصانة التي منحها لها نظام الأسد، مارس ضباط المخابرات نفوذاً واسع النطاق على الهيئات المحلية والجمعيات المدنية والبيروقراطية، حيث لعبوا دوراً رئيسياً في صياغة القرارات الإدارية البعثية. بالإضافة إلى ذلك، كانت هناك تنافسات فصائلية شديدة وصراعات على السلطة بين مختلف فروع الشرطة السرية. وقد وصف العديد من الأكاديميين الجهاز العسكري والبيروقراطي والشرطة السرية للدولة البعثية بأنها تشكل بنية اجتماعية سياسية هرمية ذات نظام مراقبة أورويلي مصمم لتحييد الأنشطة المدنية المستقلة والمعارضة السياسية منذ بدايتها. 
في عهد حكم البعث، كانت سوريا واحدة من البلدان الخمسة المدرجة على قائمة "أعداء الدولة للإنترنت" التي أعدتها منظمة مراسلون بلا حدود في مارس/آذار 2013، وهي قائمة تضم البلدان التي تحكمها حكومات تمارس المراقبة الشاملة لمقدمي الأخبار، مما أدى إلى فرض قيود صارمة على الوصول إلى المعلومات والحياة الشخصية. لقد عزز نظام الأسد الرقابة على الإنترنت والمراقبة الإلكترونية خلال الحرب الأهلية السورية، وانخرطت قواته الإلكترونية في العديد من تقنيات الهندسة الاجتماعية وتدابير المراقبة مثل التصيد الاحتيالي وهجمات البرامج الضارة واعتراض مكالمات سكايب.

## الحرب الاهلية السورية
أثناء الحرب الأهلية السورية، وصف تقرير للأمم المتحدة تصرفات قوات الأمن بأنها "انتهاكات صارخة لحقوق الإنسان". وقد وثق تقرير الأمم المتحدة إطلاق النار على المجندين الذين رفضوا إطلاق النار على الحشود السلمية دون سابق إنذار، والاستجوابات الوحشية بما في ذلك عناصر الاعتداء الجنسي على الرجال والاغتصاب الجماعي للأولاد الصغار، ومراقبة المستشفيات عندما يطلب الجرحى المساعدة، وإطلاق النار على الأطفال في سن الثانية. وفي عام 2011، أشارت منظمة هيومن رايتس ووتش إلى أن سجل سوريا في مجال حقوق الإنسان هو الأبرز في المنطقة. وفي حين أن منظمة هيومن رايتس ووتش لا تصنف المخالفين، فإن كثيرين وصفوا تقرير حقوق الإنسان في سوريا بأنه من بين الأسوأ في العالم في عام 2010.
ومنذ خطابه العام الذي ألقاه في 30 مارس/آذار 2011، أعلن الأسد عن نيته في القضاء على الاحتجاجات بأقصى ما يمكن من القوة الغاشمة. ووصف الاحتجاجات بأنها مؤامرة معادية لسوريا لإثارة " الفتنة " وعزز موقفه المناهض للربيع العربي قائلاً: "إن دفن الفتنة واجب وطني وأخلاقي وديني، وكل من يستطيع المساهمة في دفنها ولا يفعل هو جزء منها. لا يوجد حل وسط أو حل وسط في هذا". في أبريل 2011، شكل الأسد خلية إدارة الأزمة المركزية، وهي لجنة سرية تتألف من كبار أعضاء حزب البعث ونخب عائلة الأسد، والتي خططت مركزيًا للحملة الوطنية لقمع احتجاجات الثورة السورية.
ومع انتشار الثورة في كافة المحافظات السورية، قررت خلية إدارة الأزمة تكثيف القمع بإطلاق المزيد من العنف وتنسيق الاستجابة الأمنية، وذلك في اجتماع لحزب البعث. وتضمنت الجوانب الرئيسية لاستراتيجية القمع الجديدة ما يلي:
- صدرت أوامر للشرطة السرية والقوات المسلحة بشن غارات واسعة النطاق على منازل منظمي الاحتجاجات والصحفيين المستقلين
- "بمجرد تطهير كل قطاع من الأشخاص المطلوبين"، كان من المقرر أن تحتل الميليشيات البعثية هذه المناطق تحت حماية الجيش السوري وتمنع الناجين من العودة إلى منازلهم.
- تشكيل "لجان تحقيق مشتركة" برئاسة قيادات الأجهزة الأمنية البعثية في كافة المحافظات لاعتقال الناشطين المشتبه بهم واستجوابهم في السجون
- نقل النتائج إلى كافة فروع الأمن لتحديد المشتبه بهم الإضافيين
- نقلت الأوامر إلى القادة الإقليميين للحزب الذين تم تكليفهم بتنفيذ الأوامر بسرعة في مناطقهم الخاصة

في حين قالت نافي بيلاي، المفوضة السامية لحقوق الإنسان التابعة للأمم المتحدة،إن كلا الجانبين في الصراع يبدو أنهما ارتكبا جرائم حرب في عام 2012، ألقت لجنة التحقيق الدولية المستقلة التابعة للأمم المتحدة بشأن سوريا باللوم أيضًا على قوات حكومة الأسد في الغالبية العظمى من الفظائع. وكانت قوات البعث مسؤولة عن غالبية عمليات القتل خلال الحرب، وهو ما يفوق بكثير الخسائر التي ألحقتها جماعات مثل تنظيم الدولة الإسلامية. لقد وقعت أكثر من 21 ألف حالة وفاة في عام 2015 وحده، وأكثر من 75% منها (أكثر من 15700) ارتكبتها قوات النظام السوري. وأسفرت هجمات النظام أيضًا عن مقتل أكثر من 12 ألف مدني، وكان حوالي 38% من الضحايا من النساء والأطفال.
في 2 مارس 2018، قال المفوض السامي لحقوق الإنسان التابع للأمم المتحدة، زيد رعد الحسين،"يجب إحالة سوريا إلى المحكمة الجنائية الدولية.إن محاولات إحباط العدالة، وحماية هؤلاء المجرمين، مخزية". تجري لجنة العدالة والمساءلة الدولية (CIJA)، وهي وكالة مستقلة لتوثيق جرائم الحرب، تحقيقات في الجرائم والفظائع التي ارتكبت خلال الحرب السورية، حيث توظف المنظمة حوالي مائة سوري وعراقي في البلاد، بعضهم من داخل الجهاز البيروقراطي للدولة.  في ديسمبر/كانون الأول 2018، صرح رئيس لجنة العدالة والمساءلة الدولية ستيفن راب، الذي شغل سابقًا منصب السفير الأمريكي للعدالة الجنائية العالمية، أن جرائم الحرب التي ارتكبها النظام السوري تشكل "نوعًا قويًا من الأدلة التي لم نمتلكها حقًا منذ نورمبرج، عندما حوكم النازيون ". وتضمنت أدلة الجرائم الموثقة مجموعة واسعة من المصادر، تتراوح من 2 مليون مقطع فيديو إلى الوثائق التي تم الاستيلاء عليها من اللجان الإقليمية البعثية ومراكز الأزمات القيادية. وأكد راب أنه على الرغم من اعتراضات روسيا في مجلس الأمن التابع للأمم المتحدة، فإن الأدلة كافية لإصدار مذكرة اعتقال دولية. 

### مراكز الاحتجاز
تشكل مراكز الاحتجاز التي تديرها حكومة الأسد واحدة من أكثر انتهاكات حقوق الإنسان وضوحا في سوريا. في عام 2014، أظهر تقرير قيصر صورًا مروعة تم تهريبها من مركز احتجاز في سوريا أظهرت "قتلًا ممنهجًا لأكثر من 11 ألف معتقل على يد الحكومة السورية في منطقة واحدة" خلال فترة عامين ونصف من الحرب الأهلية السورية. ووصف تقرير تحقيقي للأمم المتحدة صدر عام 2016 المعتقلين في السجون السورية بأنهم يعانون من "ظروف معيشية غير إنسانية" تتميز بالبيئة غير النظيفة، ونقص الصرف الصحي والغذاء، فضلاً عن التعذيب المنهجي. وفي أعقاب وفاة السجناء أثناء الاحتجاز، وزعت الحكومة في كثير من الأحيان شهادات مزورة تدعي أن السجناء "ماتوا لأسباب طبيعية". كما أدان التقرير سياسات نظام الأسد في التعذيب والإعدامات الميدانية في مراكز الاحتجاز ووصفها بأنها "إبادة وجريمة ضد الإنسانية ". تمت مقارنة السجون السورية بمعسكرات الإبادة النازية في الحرب العالمية الثانية، وذلك بسبب حجم التعذيب والقتل الجماعي الذي يجري في شبكات السجون. ويشير الصحفي روس ويلين إلى أن "آلة القتل التابعة للدولة تتجاوز قدرة النظام على المعالجة".
في عام 2017 ظهرت تفاصيل حول سجن صيدنايا، وهو سجن عسكري بالقرب من دمشق تديره حكومة الأسد. وقد تم استخدام السجن لاحتجاز آلاف السجناء، من المدنيين والمعارضين للحكومة. وقدرت منظمة العفو الدولية أن ما بين 5000 و13000 شخص أعدموا خارج نطاق القضاء في سجن واحد بين سبتمبر/أيلول 2011 وديسمبر/كانون الأول 2015. وتصف روايات الناجين من السجون التي تديرها الدولة الظروف اللاإنسانية، والجوع، والصدمات النفسية، والتعذيب.

كما واجهت النساء انتهاكات لحقوق الإنسان وجرائم حرب داخل سجون الأسد. وقد جمع تقرير صادر عام 2017 عن منظمة محامون وأطباء من أجل حقوق الإنسان (LDHR) روايات مباشرة من نساء نجين من الاغتصاب والتعذيب في سجون الأسد. ووصف تقرير منظمة العفو الدولية لعام 2017 عن سجن صيدنايا في سوريا أساليب التعذيب وظروف المعيشة في مراكز الاحتجاز العسكرية والسجون بأنها "دون الإنسانية"، حيث جاء فيه:
"يتعرض المعتقلون للتعذيب منذ لحظة اعتقالهم، وخلال "حفلات الترحيب" - وهو مصطلح يستخدمه المعتقلون والحراس السوريون عادة للإشارة إلى الضرب المبرح الذي يتلقونه عند وصولهم إلى مرفق الاحتجاز - وخلال استجوابهم.. تشمل أساليب التعذيب الشائعة الضرب المبرح، واستخدام الصدمات الكهربائية، والعنف الجنسي بما في ذلك الاغتصاب، وأوضاع الإجهاد. غالبًا ما تُستخدم هذه الأساليب مجتمعة أثناء جلسات متعددة على مدار أيام أو أسابيع أو أشهر... يُحتجز المعتقلون في ظروف دون إنسانية ويُحرمون بشكل منهجي من احتياجاتهم الأساسية، بما في ذلك الطعام والماء والأدوية والرعاية الطبية والصرف الصحي. يتم حشرهم في زنازين قذرة ومكتظة دون إمكانية الوصول إلى الهواء النقي أو ضوء الشمس أو التهوية. في هذه الظروف، تنتشر الجرب والقمل والالتهابات والأمراض، ويصاب العديد من المعتقلين بأمراض عقلية خطيرة مثل الذهان. ونتيجة للتعذيب والظروف التي يُجبرون على تحملها، يموت المعتقلون في حجز الحكومة على نطاق واسع."
في 23 أبريل/نيسان 2020، مثل ضابطان سابقان في الشرطة السرية السورية، أنور ر. وإياد أ.، المتهمان بارتكاب جرائم حرب في مركز الاحتجاز الذي تديره الحكومة السورية، أمام محكمة ألمانية في أول محاكمة من نوعها. وفقًا لتقرير أصدرته لجنة خبراء الأمم المتحدة عام 2018، قامت مراكز الاحتجاز التي تديرها حكومة الأسد بتعذيب أكثر من 4000 من المتظاهرين المعتقلين وقتل ما لا يقل عن 58 آخرين.

### الاختفاء القسري
منذ بداية الحرب الأهلية في عام 2011، احتُجز أو اختفى قسراً أو فُقد أكثر من 100 ألف شخص في سوريا حتى عام 2019. ويُعتقد أن ما لا يقل عن 90 ألفًا منهم احتُجزوا أو اختفوا قسراً في سجون الدولة السورية. وتشير تقارير أخرى إلى أن أكثر من 128 ألف مدني اختطفوا أو اختفوا قسراً على يد قوات النظام بحلول عام 2019.. وذكرت منظمة العفو الدولية في بيان صحفي صدر عام 2019:
"حتى اليوم، فشلت الحكومة السورية في الكشف عن مصير وأسماء ومواقع الأشخاص الذين اعتقلتهم قوات الأمن السورية أو اختفوا تعسفياً. وقد تم إخطار بعض الأسر بوفاة أقاربهم أثناء الاحتجاز، أو تمكنوا في نهاية المطاف من معرفة أن أحباءهم ماتوا أثناء الاحتجاز. وأولئك الذين يحصلون على شهادة وفاة ــ وهي القطعة الوحيدة من "الدليل" المقدم ــ ملزمون قانوناً بتسجيل وفاة الشخص في السجلات المدنية، من أجل الحصول على شهادة وفاة رسمية."
بين عامي 2011 و2015، أُعدم أكثر من 17700 مدني تم القبض عليهم في سجون النظام دون محاكمة. في الفترة ما بين مارس/آذار 2011 ومارس/آذار 2023، تشير التقديرات إلى أن 154 ألف مدني قد اختفوا قسراً أو اختطفوا أو تعرضوا للاعتقال التعسفي في سوريا؛ مع تعرض أكثر من 135 ألف شخص للتعذيب أو السجن أو الموت في مراكز الاحتجاز الحكومية اعتبارًا من عام 2023.
في يونيو/حزيران 2023، صوتت الجمعية العامة للأمم المتحدة لصالح إنشاء هيئة مستقلة للتحقيق في مكان وجود مئات الآلاف من المدنيين المفقودين الذين اختفوا قسراً أو قُتلوا أو يقبعون في سجون الحكومة السورية. جاء ذلك بعد تزايد المطالبات بإنشاء هيئة معتمدة من قبل الأمم المتحدة من قبل أكثر من مائة مجموعة من منظمات المجتمع المدني السوري ومنظمات حقوق الإنسان مثل منظمة العفو الدولية ومنظمة هيومن رايتس ووتش واللجنة الدولية للصليب الأحمر. ويهدف الجسم الجديد إلى ضمان تنسيق أفضل لجمع المعلومات عن الأشخاص المختفين. وندد نظام الأسد بالتصويت ووصفه بأنه "تدخل صارخ" في الشؤون الداخلية السورية.

### اختطاف الاطفال
صرحت نافي بيلاي، المفوضة السامية للأمم المتحدة لحقوق الإنسان، في مارس/آذار 2012 أن القوات العسكرية السورية والجماعات شبه العسكرية البعثية تقوم بشكل منهجي باختطاف الأطفال واحتجازهم وتعذيبهم. واقترحت نافي بيلاي أن يقوم مجلس الأمن التابع للأمم المتحدة بتسليم بشار الأسد لمحاكمته أمام المحكمة الجنائية الدولية، وقالت:
"لقد ذهبوا إلى الأطفال - لأي غرض كان - بأعداد كبيرة. تم اعتقال وتعذيب المئات منهم... إنه أمر مروع... تم إطلاق النار على الأطفال في ركبهم، واحتجازهم مع البالغين في ظروف غير إنسانية حقًا، وحرمانهم من العلاج الطبي لإصاباتهم، واحتجازهم إما كرهائن أو كمصدر للمعلومات."
منذ عام 2011، يقوم نظام الأسد باعتقال واحتجاز الأطفال دون محاكمة حتى سن 18 عامًا، وبعد ذلك يتم تحويلهم إلى المحاكم الميدانية العسكرية البعثية وقتلهم. وفي عام 2024، كشف تقرير استقصائي أصدرته وحدة الصحافة الاستقصائية السورية (سراج) عن 24 طفلاً سورياً تعرضوا للاختفاء القسري، ومصادرة ممتلكاتهم، واحتجازهم، ثم قتلهم بعد بلوغهم سن 18 عاماً. وقدر التقرير، الذي استند إلى مصادر داخلية داخل حكومة الأسد، ومقابلات مع عائلات الضحايا، ومصادر عامة، أن أكثر من 6000 معتقل بلغوا سن 18 عامًا صدرت أوامر بقتلهم من قبل محكمتين ميدانيتين عسكريتين بعثيتين في سجن صيدنايا وفي بلدة الديماس بين عامي 2014 و2017، مستشهدًا بروايات شهود عيان من داخل الشرطة العسكرية البعثية.

## روابط خارجية
- سوريا في هيومن رايتس ووتش
- ميثاق الحقوق والحريات السوري هو نظام حديث مقترح لحقوق الإنسان ليتم اعتماده قبل صياغة دستور سوري جديد.
- تقرير حقوق الإنسان لعام 2010: سوريا، وزارة الخارجية الأمريكية،8 أبريل/نيسان 2011
- الانتفاضة ضد نظام الأسد في سوريا: هل هذه ليبيا ثانية؟ يونيو 2011، قنطرة.